# Koletery
Koletery, kolletery – jeden z rodzajów włosków wydzielniczych występujących na łuskach pąków i młodych liściach. Wydzielają kleistą substancję, będącą mieszaniną terpenów i śluzów. Koletery występują między innymi u kasztanowca, róży, orzesznika, olszy. Wydzielenie lepkich substancji zgromadzonych w przestrzeni subkutykularnej następuje po rozerwaniu kutykuli.